# Euphyia extraneata
Euphyia extraneata là một loài bướm đêm trong họ Geometridae.